# (10977) Mathlener
(10977) Mathlener (3177 T-2) – planetoida z pasa głównego asteroid okrążająca Słońce w ciągu 3,35 lat w średniej odległości 2,24 j.a. Odkryła ją 30 września 1973 roku trójka holenderskich astronomów – Cornelis Johannes van Houten, Ingrid van Houten-Groeneveld i Tom Gehrels.